# Ина Трифонова
Ина Йорданова Трифонова, по мъж Василева, с творческо име INA, е българскa модна дизайнерка и художничка в областта на пърформанс и съвременно изкуство.

## Биография
Родена е в Ямбол на 5 юни 1981 г. През 2010 г. завършва магистратура по мода в Национална художествена академия. Защитава докторска дисертация с тема: „Архитектурни принципи в концептуалния моден дизайн и дрехата като художествен обект от края на XX и началото на XXI век“ в областта на изкуствознанието и визуалните изкуства през 2017 г.
Заедно с Йонко Василев осъществява много от проектите си като част от артистичното дуо YO\KO+INA. През 2021 година YO\KO+INA излагат първия си проект за съвременно изкуство в галерия Credo Bonum, София, България.
НА 12 юли 2023 г. съвместната им работа приключва след смъртта на Йонко Василев. 

## Творчество
„Матриархат – обекти“, (Matriarchy – objects) 2012, Fridge gallery, София, е проект, свързан с изследванията върху темата „Дрехата като художествен обект“ и представлява колекция от свободно инсталирани дрехи-скулптури с умишлено търсен примитивен вид. През 2013 г. включва обектите от „Матриархат“ в концептуалния видео-пърформанс „A dress can form a reality“, заснет и проведен в „България мол“, като се поставя въпроса за феномена на консуматорството в България и настъпателната култура на моловете.
В проекта „Мекота“ (Soft), Arosita gallery, 2019, София, е застъпена темата за загуба на идентичност у съвременния човек. Серията обекти, пълни с вата „Монохроми“ (Monochromes) са символ на човека и сливането му с професионалната среда, в „глобалното село“. Способността да „бъдем меки“ е теза, зад която стоят заглавия като „Осмелявам се да бъда мека“ (I dare to be soft), Сладки и меки кутии (Sweet & Soft boxes) и др.
„Обекти и обективна живопис“ (Objects and objective painting) е първият проект на дуото за съвременно изкуство Йонко Василев и Ина Василева, които създават концептуалната платформа YO\KO+INA. През 2021 година те представят „Обекти и обективна живопис“ в галерия Credo Bonum Gallery, гр. София. YO\KO+INA създават атрактивна визуална среда, в който се откроява концепцията за изместване фокуса от живописта към обекта и добиването на нови материалности, структури, повърхности. В изложбата могат да се видят монументалните обекти за стена в неоново червено – Neon Objects series – Shark, Neon Objects series – Bull и Neon objects series – Elephant, както и едромащабни живописни творби, задвижващи се обекти с мотор, светещи обекти от плексиглас и други.
В проекта „YES” (ДА) 2022, Йонко Василев и Ина Василева (YO\KO+INA), концептуализират изложбата си около думата „ДА” отбелязвайки  важен момент в своя живот, а именно свързването на двамата като партньори не само в изкуството, но и в живота. Повърхностите на всички обекти са с богат спектър от бляскави ефекти. Заглавията на обектите „Yes”, Rabbit Hole Cake”, “Guns’n roses”, “The Queen” и други подчертават подтемите, които се изследват в този проект. Важно място  в галерийното пространство заема видеото „The interaction with the word “YES”, позиционирано на фронталната стена в галерия „DOZA”. Взаимодействието с думата „Да“ изразява състоянието и емоциите, през които преминават двамата артисти, произнасяйки я отчетливо и изчаквайки се един друг.

## Самостоятелни изложби
- 2023 NEW ACTION PAINTING / CONNECTING DROPS by YO\KO+INA – INTRO Gallery, София [20]
- 2022 YES by YO\KO+INA – DOZA Gallery, София[21]
- 2021 – „Objests & Objective Painting", by YO\KO+INA – Credo Bonum Gallery, София [22][23]
- 2019 – „Soft“ – Arosita gallery, София[24]
- 2017 – „Абстракцията“ – кураторски проект, галерия „Кирил Кръстев“, Ямбол
- 2016 – „Social Archetypes“ – моден пърформанс, градски парк, Ямбол
- 2014 – „Public Photoshoot“ – моден пърформанс, галерия Антракт, София
- 2013 – „A dress can form a reality“ – видео-пърформанс, Bulgaria Mall, София
- 2012 – „Matriarchy & Objects“ – Fridge gallery, София
- 2010 – „Future ethno“ – Active art gallery, Варна[25]

## Групови изложби
- 2023 “Археология на щастието” - ИЦ “Мелницата”, Балчик[26]
- 2023 „ТУХЛАТА /2023“, YO\KO+INA – Културен Център ReBonkers, Варна[27]
- 2022 „MOST“, YO\KO+INA - Vivacom Art Hall Gallery, Sofia, Bulgaria [28]
- 2020 – „A Little Of This, A Little Of That“, YO/KO+INA, ART4 Gallery, Dubai
- 2020 – „Art Around Us“, Foundation of art and culture, Bhopal, Индия [29]
- 2020 – „Поетика на пространството“, YO\KO+INA – Арт център Банкя [30][31][32]
- 2020 – „Textile art“ – Зала на Асоциация на унгарските художници, Будапеща, Унгария
- 2017 – „Абстракцията“ – галерия „Кирил Кръстев“, Ямбол
- 2016 – „Мини текстил“ – галерия „София Прес“, София
- 2016 – „Биенале на малките форми“ галерия „Илия Бешков“, Плевен
- 2007 – „Алхимия на любовта“ – Български културен център, Москва, Русия
- 2007 – „Традиция и съвременност“ – Международен фестивал за съвременно изкуство, Манежа, Москва, Русия

## Биеналета и фестивали
- 2023 Фестивал за съвременно изкуство “Процес – Пространство” - ИЦ “Мелницата”, YO\KO+INA, Балчик[33]